# Federazione pallavolistica di Vanuatu
La Federazione vanuatuana di pallavolo (eng. Vanuatu Volleyball Federation, VVF) è un'organizzazione fondata per governare la pratica della pallavolo a Vanuatu.
Organizza il campionato maschile e femminile, e pone sotto la propria egida la nazionale maschile e femminile.
Ha aderito alla FIVB nel 1986.